# Tatort: Nichts als die Wahrheit
Nichts als die Wahrheit ist ein zweiteiliger Fernsehfilm aus der Krimireihe Tatort. Innerhalb der Filmreihe Tatort handelt es sich um eine vom RBB produzierte Doppelfolge, die am 9. und 10. April 2023 im SRF, im ORF und im Ersten als 1231. und 1232. Tatort-Episode erstausgestrahlt wurde. Es ist der 17. Fall des Berliner Ermittlers Robert Karow und der erste gemeinsame Fall des Ermittlerteams Karow/Bonard.

## Handlung

### Teil 1
Bei der Kontrolle eines Schwarzen muss die junge Schutzpolizistin Rebecca Kästner mit ansehen, wie dieser von drei Polizisten rüde kontrolliert wird und beim Versuch zu fliehen von einem Auto angefahren und getötet wird. 
Drei Jahre später ruft Rebecca Kästner ihre frühere Ausbilderin Susanne Bonard an und bittet sie um Hilfe; diese hat jedoch gerade kein Zeit für ein Telefonat.
Am übernächsten Morgen wird Rebecca Kästner erschossen aufgefunden. Der aufgesetzte Kopfschuss wurde möglicherweise mit Kästners Dienstwaffe abgegeben, an ihrer Hand finden sich Schmauchspuren. Kriminalhauptkommissar Robert Karow untersucht den Fall. Trotz der offensichtlichen Probleme, die Rebecca Kästner mit Mobbing, Sorgerechtsstreit und Überforderung hatte, zweifelt Karow an der Theorie eines Suizids. Der von Rebecca getrennt lebende Paul Kästner wollte ihren vierjährigen Sohn Matti am Vorabend abholen, hatte dies aber versäumt, so dass Matti die Tat möglicherweise beobachten musste. Er spricht kaum und malt stattdessen mit seinen Buntstiften.
Der letzte Anruf der Toten führt Karow zur Polizeiakademie-Dozentin Susanne Bonard, einer früheren LKA-Größe. Weil diese sich gegen rassistische Sprüche und Verhalten eines Kollegen wehrt, will der Akademiedirektor sie loswerden.
Bonard lässt sich auf die freie Stelle bei Karow versetzen. Sie fühlt sich schuldig, weil sie Kästner am Telefon abgewimmelt hatte. Sie glaubt ebenso wie Karow nicht an einen Suizid und will ihren Tod aufklären.
Kästner hatte auf einer Speicherkarte Dokumente über eine rechtsextreme Verschwörung unter ihren Kollegen gespeichert. Kästners Ex-Mann findet die Karte und übergibt sie an Karow.
Bonard observiert währenddessen Kästners Kollegin Tina Gebhardt, die in ihrer Freizeit eine Waffenlieferung für Rechtsextreme vor einer Polizeikontrolle beschützt. Als Karow und Bonard Gebhardt dazu befragen, taucht der Verfassungsschutz-Beamte Reitemeier auf und beendet die Befragung. Bei einem Einsatz zusammen mit ihrem Gruppenleiter Guido Konrad wird Tina Gebhardt erschossen.

### Teil 2
Karow und Bonard untersuchen den Mord an Gebhardt. Bei der Toten wird neben ihrem Diensthandy ein privates Prepaid-Handy sichergestellt, mit dem sie Rebecca Kästner unmittelbar vor deren Tod angerufen hatte. Guido Konrad sagt aus, er habe Geräusche gehört und einen Verdächtigen fliehen gesehen. Er habe auf ihn geschossen und ihn ohne Absicht getötet. Darauf habe er die sterbende Kollegin gefunden. Der Tote ist der Syrer Fawad Saad; bei ihm findet die Polizei die unregistrierte Waffe, mit der Gebhardt erschossen wurde.
Da jetzt alles auf die tote Gebhardt als Mörderin von Rebecca Kästner hindeute, besteht Reitemeier darauf, dass alle weiteren Ermittlungen allein vom Verfassungsschutz durchgeführt werden. Doch Karow und Bonard ermitteln weiter. Als sie Paul Kästner vom offiziellen Abschluss der Ermittlungen informieren, schenkt der kleine Matti Kästner Karow eine Buntstift-Zeichnung. Karow beobachtet ein Treffen von Reitemeier mit Arne Koch, dem Leiter eines privaten Sicherheitsdienstes. Da erkennt er, dass Matti auf seiner Zeichnung Arne Koch dargestellt hat.
Koch organisiert einen Giftanschlag auf Anton Willser, den designierten Präsidenten des Bundesverfassungsgerichts. Als dieser fehlschlägt, schießt einer seiner Mitarbeiter auf Willser und verletzt ihn lebensgefährlich.
Guido Konrad wird als Mordverdächtiger verhaftet, Koch und andere Hintermänner der rechtsradikalen Verschwörung kommen jedoch ungeschoren davon, weil der Verfassungsschutz sie deckt.
Bonard wird weiterhin mit Karow zusammenarbeiten.

## Hintergrund
Der Film wurde vom 31. Mai 2022 bis zum 4. August 2022 in Berlin gedreht.

## Rezeption

### Kritiken
Matthias Hannemann von der Frankfurter Allgemeinen Zeitung meinte: „Mehr als eine gelungene Figureneinführung hat die von Katja Wenzel und Stefan Kolditz […] erfundene Episode jedoch nicht zu bieten. […] das ist alles ganz furchtbar vorhersehbar, und je mehr die pochenden, unheilvoll schwirrenden Synthesizerklänge […] auf Spannung drängen, umso stärker schwindet die Zuschauerlust, dieser reibungslos durchinszenierten Geschichte […] weiter zu folgen.“
Beim Spiegel schrieb Christian Buß: „Große Verschwörung, kleine Inszenierung […] Ein arg gemächlicher Neustart des Berlin-‚Tatorts‘. […] jeder ist hier irgendwie mit jedem verbandelt. Das gibt dem als großes Polittableau angelegten »Tatort« zuweilen die Anmutung eines ‚SOKO‘-Krimis. Dieser Eindruck entsteht auch aufgrund der beliebigen Optik; von der spezifischen Berliner Topografie findet sich wenig im Film. […] In der 08/15-Krimikulisse fällt das Mitfiebern schwer. […] Der Staat in Gefahr, das könnte ein starkes festes Thema für den Hauptstadt-»Tatort« werden. In Zukunft dann aber bitte mit mehr Berlin im Bild.“
Rainer Tittelbach von Tittelbach.tv schrieb: „Zur Premiere von Corinna Harfouch als ‚Tatort‘-Ermittlerin gönnt die ARD dem Berliner Team einen zweiteiligen Krimi mit außerordentlicher gesellschaftlicher Relevanz. […] Mit Mark Waschke bildet [Harfouch] ein sehenswertes und vielversprechendes Team, wobei sich der Berliner ‚Tatort‘ mit der abgeklärten Figur einer älteren Kommissarin deutlich verändert: Umgangston und Atmosphäre sind weniger rau. Die hohen Erwartungen kann der […] ambitioniert konstruierte Verschwörungs-Thriller nicht ganz erfüllen, ein spannendes Krimi-Drama über die Bedrohung von rechts, über Loyalität und Verrat ist der […] Fall aber allemal.“
Die Augsburger Allgemeine urteilte: „Corinna Harfouch überzeugte in ihrem Debüt als Susanne Bonard – der Fall hingegen weniger. “
Judith von Sternburg der Frankfurter Rundschau fasste zusammen: „Routine und Verheißung treffen so aufeinander, dass klar ist: Hier wäre noch viel Größeres möglich. Vielleicht entspannen sich die Macher und Macherinnen noch ein bisschen mehr.“
Tilmann P. Gangloff resümiert in seiner TV-Vorschau-Kolumne: „Die Umsetzung als Zweiteiler ist vollkommen angemessen, zumal Wenzel und Kolditz auf diese Weise Zeit genug haben, um wichtige Nebenebenen angemessen zu würdigen. Clever werden die entsprechenden Handlungsstränge zunächst bloß angerissen. [...] Die Handlung sorgt mit ihren beunruhigend plausibel anmutenden Erkenntnissen, die jeweils wieder neue Fragen aufwerfen, [...] ständig für Verblüffung.“

### Einschaltquoten
Die Erstausstrahlung des ersten Teils von Nichts als die Wahrheit am Ostersonntag 2023 wurde in Deutschland von 6,22 Millionen Zuschauern gesehen und erreichte einen Marktanteil von 23,3 % für Das Erste. In der als Hauptzielgruppe für Fernsehwerbung deklarierten Altersgruppe von 14–49 Jahren erreichte Nichts als Wahrheit, Teil 1 0,97 Millionen Zuschauer und damit einen Marktanteil von 17,3 Prozent in dieser Altersgruppe.

Bei der Erstausstrahlung von Tatort: Nichts als die Wahrheit, Teil 2 am Ostermontag 2023 verfolgten in Deutschland insgesamt 6,02 Millionen Zuschauer die Filmhandlung, was einem Marktanteil von 19,9 Prozent für Das Erste entsprach. In der als Hauptzielgruppe für Fernsehwerbung deklarierten Altersgruppe von 14–49 Jahren erreichte Nichts als die Wahrheit, Teil 2 1,06 Millionen Zuschauer und damit einen Marktanteil von 15,7 Prozent in dieser Altersgruppe.